# Primera División 1943/44
Die Primera División 1943/44 war die 13. Spielzeit der höchsten spanischen Fußballliga. Sie startete am 26. September 1943 und endete am 9. April 1944.

## Vor der Saison
- Als Titelverteidiger ging der fünffache Meister Atlético Bilbao ins Rennen. Letztjähriger Vizemeister wurde der FC Sevilla.
- Aufgestiegen aus der Segunda División sind Real Sociedad und CE Sabadell.

## Vereine
| Verein              | Stadt                 | Stadion                  |
| ------------------- | --------------------- | ------------------------ |
| CF Barcelona        | Barcelona             | Camp de Les Corts        |
| Español Barcelona   | Barcelona             | Estadi Sarrià            |
| Atlético Bilbao     | Bilbao                | Estadio San Mamés        |
| CD Castellón        | Castellón de la Plana | Campo del Sequiol        |
| FC Granada          | Granada               | Estadio des Los Cármenes |
| Deportivo La Coruña | La Coruña             | Estadio Riazor           |
| Real Madrid         | Madrid                | Estadio de Chamartín     |
| Atlético Aviación   | Madrid                | Estadio Metropolitano    |
| Real Oviedo         | Oviedo                | Estadio Buenavista       |
| CE Sabadell         | Sabadell              | Estadio Cruz Alta        |
| Real Sociedad       | San Sebastián         | Estadio de Atotxa        |
| FC Sevilla          | Sevilla               | Estadio de Nervión       |
| FC Valencia         | Valencia              | Estadio Mestalla         |
| Celta Vigo          | Vigo                  | Estadio Balaídos         |

## Abschlusstabelle
| Pl. | Verein                 | Sp. | S  | U | N  | Tore    | Quote | Punkte |
| --- | ---------------------- | --- | -- | - | -- | ------- | ----- | ------ |
| 1.  | FC Valencia            | 26  | 18 | 4 | 4  | 073:320 | 2,28  | 40:12  |
| 2.  | Atlético Aviación      | 26  | 15 | 4 | 7  | 066:490 | 1,35  | 34:18  |
| 3.  | FC Sevilla             | 26  | 12 | 8 | 6  | 060:460 | 1,30  | 32:20  |
| 4.  | Real Oviedo            | 26  | 12 | 5 | 9  | 071:470 | 1,51  | 29:23  |
| 5.  | CD Castellón           | 26  | 13 | 3 | 10 | 042:360 | 1,17  | 29:23  |
| 6.  | CF Barcelona           | 26  | 10 | 8 | 8  | 059:460 | 1,28  | 28:24  |
| 7.  | Real Madrid            | 26  | 11 | 6 | 9  | 048:380 | 1,26  | 28:24  |
| 8.  | FC Granada             | 26  | 9  | 8 | 9  | 041:460 | 0,89  | 26:26  |
| 9.  | CE Sabadell (N)        | 26  | 11 | 3 | 12 | 053:600 | 0,88  | 25:27  |
| 10. | Atlético Bilbao (M, P) | 26  | 10 | 5 | 11 | 047:510 | 0,92  | 25:27  |
| 11. | Español Barcelona      | 26  | 9  | 5 | 12 | 042:500 | 0,84  | 23:29  |
| 12. | Deportivo La Coruña    | 26  | 6  | 7 | 13 | 035:640 | 0,55  | 19:33  |
| 13. | Real Sociedad (N)      | 26  | 5  | 7 | 14 | 034:540 | 0,63  | 17:35  |
| 14. | Celta Vigo             | 26  | 2  | 5 | 19 | 023:750 | 0,31  | 09:43  |

Platzierungskriterien: 1. Punkte – 2. Direkter Vergleich – 3. Torquotient – 4. geschossene Tore
| (M) | Spanischer Meister 1942/43                 |
| (P) | Pokalsieger 1943                           |
| (N) | Neuaufsteiger der Segunda División 1942/43 |

### Relegation
|                     | Ergebnis |               |
| ------------------- | -------- | ------------- |
| Español Barcelona   | 7:1      | CD Alcoyano   |
| Deportivo La Coruña | 4:0      | CD Constancia |

## Kreuztabelle
| 1943/44             | FC Valencia | Atlético Aviación |     | Real Oviedo | CD Castellón | CF Barcelona | Real Madrid | FC Granada | CE Sabadell | Atlético Bilbao | Español Barcelona | Deportivo La Coruña | Real Sociedad | Celta Vigo |
| ------------------- | ----------- | ----------------- | --- | ----------- | ------------ | ------------ | ----------- | ---------- | ----------- | --------------- | ----------------- | ------------------- | ------------- | ---------- |
| FC Valencia         |             | 2:2               | 8:0 | 5:3         | 2:0          | 3:4          | 1:0         | 3:0        | 2:1         | 5:4             | 4:0               | 3:0                 | 3:0           | 5:1        |
| Atlético Aviación   | 4:2         |                   | 2:2 | 1:2         | 2:0          | 2:1          | 3:1         | 0:0        | 4:3         | 2:1             | 3:1               | 4:2                 | 6:0           | 7:0        |
| FC Sevilla          | 0:2         | 4:2               |     | 2:2         | 4:0          | 2:2          | 1:1         | 4:1        | 5:2         | 3:0             | 1:2               | 2:2                 | 4:0           | 4:3        |
| Real Oviedo         | 2:1         | 4:1               | 5:1 |             | 3:0          | 3:3          | 2:0         | 2:0        | 9:2         | 1:2             | 6:1               | 4:2                 | 3:3           | 5:1        |
| CD Castellón        | 1:1         | 3:2               | 1:2 | 2:0         |              | 3:0          | 2:1         | 0:2        | 4:0         | 5:0             | 2:1               | 2:1                 | 3:0           | 2:0        |
| CF Barcelona        | 1:1         | 4:5               | 1:1 | 3:1         | 1:0          |              | 1:2         | 7:2        | 5:0         | 3:3             | 1:3               | 3:3                 | 2:0           | 3:0        |
| Real Madrid         | 1:1         | 3:2               | 3:5 | 2:1         | 3:0          | 0:1          |             | 2:2        | 4:1         | 1:3             | 3:1               | 3:0                 | 4:1           | 3:0        |
| FC Granada          | 1:3         | 2:3               | 2:1 | 5:2         | 1:1          | 2:0          | 2:2         |            | 2:1         | 0:0             | 4:0               | 2:2                 | 1:0           | 5:2        |
| CE Sabadell         | 2:4         | 4:1               | 1:1 | 3:3         | 1:0          | 3:2          | 1:3         | 2:0        |             | 5:1             | 0:0               | 3:1                 | 2:0           | 4:0        |
| Atlético Bilbao     | 2:1         | 0:0               | 0:1 | 2:1         | 2:3          | 2:1          | 1:2         | 2:2        | 4:3         |                 | 1:1               | 3:1                 | 3:0           | 5:1        |
| Español Barcelona   | 0:3         | 1:2               | 3:2 | 2:0         | 0:1          | 1:3          | 1:1         | 2:0        | 5:1         | 4:0             |                   | 7:0                 | 2:2           | 1:1        |
| Deportivo La Coruña | 0:2         | 2:4               | 0:3 | 1:0         | 3:2          | 1:4          | 2:2         | 2:2        | 0:4         | 1:0             | 3:1               |                     | 0:0           | 3:2        |
| Real Sociedad       | 2:4         | 2:0               | 0:0 | 2:2         | 2:3          | 1:1          | 2:1         | 3:0        | 0:1         | 1:4             | 6:1               | 2:3                 |               | 1:1        |
| Celta Vigo          | 1:2         | 1:2               | 1:5 | 0:5         | 2:2          | 2:2          | 1:0         | 0:1        | 0:3         | 3:2             | 0:1               | 0:0                 | 0:2           |            |

## Nach der Saison
- 1. – FC Valencia – Meister

Absteiger in die Segunda División
- 13. – Real Sociedad
- 14. – Celta Vigo

Aufsteiger in die Primera División
- Real Gijón
- Real Murcia

## Pichichi-Trophäe
Die Pichichi-Trophäe wird jährlich für den besten Torschützen der Spielzeit vergeben.
| Pl. | Nat.         | Spieler            | Verein       | Tore |
| --- | ------------ | ------------------ | ------------ | ---- |
| 1   | Spanien 1938 | Mundo              | FC Valencia  | 27   |
| 2   | Spanien 1938 | Esteban Echevarría | Real Oviedo  | 25   |
| 3   | Spanien 1938 | Mariano Martín     | CF Barcelona | 24   |

## Die Meistermannschaft des FC Valencia
(Spieler mit mindestens 5 Einsätzen wurden berücksichtigt; in Klammern sind die Spiele und Tore angegeben)
| 1.          | FC Valencia |
| FC Valencia | - Tor: Ignacio Eizaguirre (26/-) - Abwehr: Salvador Monzo (11/-); Álvaro Pérez (22/-); Juan Ramón (23/1) - Mittelfeld: Castor Elzo (6/2); Silvestre Igoa (8/1); Carlos Iturraspe (16/-); Simón Lecue (18/2); Lelé (9/-); Higinio Ortúzar (21/-) - Sturm: Vicente Asensi (16/2); Epi Fernández (23/12); Vicente Giraldos (7/1); Guillermo Gorostiza (21/16); Vicente Hernández (15/5); Amadeo Ibáñez (13/1); Mundo (26/27) - Trainer: Eduardo Cubells |